# Christian Träsch
Christian Träsch (Ingolstadt, 1 september 1987) is een Duits voetballer die bij voorkeur in de verdediging speelt. Hij tekende in augustus 2017 een contract tot medio 2021 bij FC Ingolstadt 04, dat hem overnam van VfL Wolfsburg. Träsch debuteerde in 2009 in het Duits voetbalelftal.

## Erelijst
| DFB Pokal    | 1x | 2014/15 |
| DFL-Supercup | 1x | 2015    |

1 Funk ·
2 Hoppe ·
6 Guwara ·
7 Borkowski ·
8 Kanuric ·
9 Heike ·
10 Dittgen ·
11 Grönning ·
16 Malone ·
17 Besuschkow ·
18 Dühring ·
19 Cvjetinović ·
20 Deichmann ·
22 Costly ·
23 Seiffert ·
29 Kopacz ·
30 Drakulic ·
32 Lorenz ·
34 Fröde  ·
37 Testroet ·
38 Zeitler ·
41 Simoni ·
43 Keidel ·
46 Dehler ·
Coach: Wittmann